# 上杉洋史
上杉 洋史（うえすぎ ひろし、1964年7月10日 - ）は、日本の作曲家、編曲家、音楽プロデューサー。Solid Force所属。所属プロダクションである有限会社ソリッド・フォースの取締役も務める。

## 来歴
北海道生まれ。6歳の時、家族が茨城県に住んでいたころ、習い事で電子オルガンを始めるが、より自由に演奏したいという理由から3年ほどで辞めてしまう。10歳の時家族は東京都に再度引っ越した。中学生のときに最初のアナログシンセサイザーを購入し、テープレコーダーを使った録音を楽しむようになる。高校生よりピアノを始め、東京電機大学ではジャズ研究会に所属しピアノトリオを組んで活動する傍ら、高校時代からの友人ともインストゥルメンタルバンドを組み、この頃から自作曲の発表をはじめた。大学卒業後1987年よりキーボーディストとしてプロ活動を開始。
数々のアーティストのライブ、レコーディングに参加したのち、アレンジ、作曲、DAWによる打ち込み、録音およびミキシングなども手がけるようになる。キャリア20数年、近年はミュージカル劇伴、映画音楽なども担当し、音楽全般に活動の場を拡げている。
2011年1月、スティングの『STING SYMPHONICITY JAPAN TOUR』に東京ニューシティ管弦楽団とともにピアニストとして参加。また、ピアノソロのインスト楽曲を世界に向けて配信リリースするなど、自身の楽曲制作に力を入れている。
2012年、アイドルグループ「夢みるアドレセンス」の音楽プロデュースを始動。

## 提供作品

### ハロー!プロジェクト関連
GAM
- 「メロディーズ（ピアノ独唱Version）」（編曲・プログラミング・ピアノ）

かみいしなか かな
- 「ふるさとの夢」（編曲）

℃-ute
- 「約束は特にしないわ」（編曲・プログラミング）
- 「たどり着いた女戦士」（編曲）
- 「君は自転車 私は電車で帰宅 (Winter Ver.)」（編曲・ピアノ）

後藤真希
- 「愛のバカやろう 〜trance trip version〜」（編曲）

Juice=Juice
- 「続いていくSTORY (Symphonic Version feat. Karin)」（編曲）

千
- 「たからもの」（編曲・プログラミング・アコースティックピアノ）

つばきファクトリー
- 「キャベツ白書 ～春編～」（編曲）

中澤裕子
- 「雨よ」（編曲）
- 「うらら」（編曲）
- 「六月の花嫁にあこがれ」（編曲）

ハロプロ・オールスターズ
- 「花、闌の時」（編曲）

ハロプロ研修生
- 「未来へ繋ぐ約束」（編曲）

美勇伝
- 「なんにも言わずに I LOVE YOU」（編曲・プログラミング・キーボード・ピアノ）

ピーベリー
- 「キャベツ白書 〜春編〜」（編曲）

藤本美貴
- 「ロマンティック 浮かれモード」（編曲・プログラミング・キーボード）

Berryz工房
- 「そのすべての愛に」（編曲・プログラミング・キーボード）
- 「まっすぐな私」（編曲・ピアノ）

Berryz工房×℃-ute
- 「青春劇場」（編曲）

前田有紀
- 「東京Youターン」（編曲）
- 「黄昏miss you」（編曲）

松浦亜弥
- 「Rock My Body」（編曲）

ミニモニ。
- 「あいらぶぶる～す」（編曲・プログラミング・キーボード）

メロン記念日
- 「二人のパラダイス」（編曲・プログラミング・キーボード）

### その他
相川七瀬
- 「ことのは」（編曲・プログラミング・キーボード・ピアノ）

aki
- 「愛の祈り」（編曲）

麻丘めぐみ
- 「フォーエバー・スマイル」（編曲）

絢香
- 「時を戻して」（編曲）

YeLLOW Generation
- 「YELLOW」（作曲）

井上愛
- 「答え」（編曲）

岩崎宏美
- 「あなたへ 〜いつまでも いつでも〜」（編曲）
- 「糸遊」（編曲）
- 「歌になりたい」（編曲・ピアノ）
- 「Love」（作曲・編曲）
- 「あなたにだから」（編曲）

上戸彩
- 「太陽と月」（編曲）
- 「冬の花火」（編曲）

上原多香子
- 「Destino」（編曲・プログラミング・キーボード）
- 「Still in love」（編曲・プログラミング・キーボード）

植村花菜
- 「やさしさに包まれたなら」（植村花菜と共編曲）
- 「トゲと花」（編曲）
- 「コールが5回鳴る前に」（編曲・キーボード）
- 「キセキ (album version)」（編曲・キーボード）
- 「melody (album version)」（編曲・キーボード）
- 「歌いたいから歌うだけ」（編曲・キーボード）
- 「いつも笑っていられるように」（編曲・キーボード）

AKB48
- 「桜の花びらたち」（作曲）
- 「Baby! Baby! Baby!」（作曲）
- 「桜の花びらたち2008」（作曲）
- 「桜の花びらたち2008 学校 MIX」（作曲）
- 「桜色の空の下で」（作曲）
- 「桜の栞」（作曲）
- 「桜の花びらたち2010」（作曲）
- 「クラスメイト」（作曲）
- 「7時12分の初恋」（作曲）
- 「帰郷」（作曲）
- 「MARIA」（作曲）
- 「くるくるぱー」（作曲）
- 「必殺テレポート」（作曲）
- 「僕とジュリエットとジェットコースター」（作曲）
- 「Lay down」（作曲）
- 「桜の花びらたち 2025」（作曲）

AKB48 チームサプライズ
- 「素敵な三角関係」（作曲）

近江知永
- 「Still Love」（編曲）

奥井雅美
- 「A confession of TOKIO」（作曲）
- 「White season」（編曲）
- 「ANGEL'S VOICE」（編曲）
- 「12月の休日くつしたを買った」（編曲）
- 「Last Sun」（作曲・編曲）
- 「ワスレグサ」（編曲）
- 「Flower」（編曲）

奥華子
- 「やさしい花」（編曲）
- 「夕立」（編曲）
- 「魔法の人」（編曲）
- 「白い足跡」（編曲）
- 「雨あがり」（編曲）
- 「最終電車」（編曲）
- 「しあわせの鏡」（編曲）
- 「DROP」（編曲）
- 「迷路」（奥と共編曲）
- 「一番星」（編曲）
- 「チョコレート」（編曲）
- 「灯 -ともしび-」（編曲）
- 「Wedding Dress」（編曲）

金月真美
- 「Lovingly」（編曲）
- 「Love you forever」（編曲）

川上大輔
- 「旅愁」（編曲）

河口恭吾
- 「名もなき花よ」（編曲）

貴島サリオ
- 「私からKiss」（編曲・キーボード）

城南海
- 「アイツムギ」（編曲）

小柳ゆき
- 「Believe In Yourself」（編曲）

香西かおり
- 「恋みれん」（編曲）
- 「酒の河」（編曲）
- 「流浪の果てに」（編曲）
- 「一夜宿」（編曲）
- 「くちなし悲歌」（編曲）
- 「あゝ人恋し 〜2014ヴァージョン〜」（編曲）
- 「とまり木夢灯り」（編曲）

古手川祐子
- 「酔芙蓉」（編曲）
- 「孔雀」（編曲）

斉藤由貴
- 「いつか」（編曲）
- 「Yours」（編曲）
- 「ホントのキモチ」（編曲）
- 「朝の風景」（編曲）
- 「誰のせいでもない」（編曲）
- 「このまま」（編曲）
- 「MOON WALTZ 〜月の輪舞」（編曲）
- 「LETTER」（編曲）
- 「Julia」（編曲）
- 「The April Fools (Japanese Version)」（編曲）
- 「We'll Sing In The Sunshine」（編曲）
- 「I Love How You Love Me」（編曲）
- 「夕暮れ日記」（編曲）
- 「If」（編曲）
- 「You Light Up My Life」（編曲）
- 「あなたと出逢って」（編曲）
- 「The April Fools (Original Version)」（編曲）
- 「手をつなごう」(編曲)
- 「永遠の人」(編曲)
- 「Que Sera,Sera (whatever will be will be)」(編曲)

酒井法子
- 「トラベラー」（作曲）

崎本大海
- 「泣いてもいいですか (Solo Version)」（編曲）

柴咲コウ
- 「風ゆらのうた」（編曲）
- 「不自然な空気と果実」（編曲）
- 「strange space」（編曲）

島谷ひとみ
- 「Heavenly」（編曲・プログラミング）
- 「Dear...」（編曲・プログラミング）
- 「Shake it up!」（編曲・プログラミング）

下川みくに
- 「想い出がいっぱい」（編曲）
- 「LOVE SONG」（編曲）
- 「モノズキ」（編曲・キーボード）
- 「キミノユメ 〜完全版〜」（編曲・ピアノ）

少年隊
- 「True heart」（作曲・編曲）
- 「JUSTICE～正義の魂」（編曲）
- 「Mysterious Dance」（編曲）
- 「眠れぬ夜」（編曲）
- 「ざわめきの中に」（編曲）

John-Hoon
- 「きれいになったね」（編曲）
- 「何も言えない」（編曲）
- 「サブリミナル」（編曲）
- 「You are not alone」（編曲）

白石涼子
- 「みらいかぜ」（編曲）

菅原祥子
- 「Happy Birthday」（編曲）

杉本理恵
- 「10億光年のともだち」（編曲・キーボード）
- 「オーロラの涙」（編曲・キーボード）
- 「乙女座失恋倶楽部」（編曲・キーボード）
- 「MAMAが地球で恋をして」（編曲・キーボード）

SPEED
- 「朱夏」（編曲）
- 「Stars to shine again」（編曲）

SMAP
- 「世界に一つだけの花 (organ version)」（編曲）
- 「恋の形 (2001 version)」（編曲）

瀬川あやか
- 「声」（編曲・キーボード）

ソニン
- 「津軽海峡の女」（鈴木Daichi秀行と共編曲・共プログラミング・キーボード）

チャオ ベッラ チンクエッティ
- 「卒業式 〜大人になる1ページ〜」（編曲・プログラミング・ピアノ）

塚本高史
- 「LOVE Tear Drops」（編曲）
- 「NEW　MORNING」（編曲）
- 「Recycle」（編曲）
- 「いつの日にか」（編曲）

つるの剛士
- 「ジャンケントレイン」（編曲）
- 「プライマル」（編曲）
- 「歩いて帰ろう」（編曲）
- 「未来予想図II」（編曲）
- 「ラヴ・イズ・オーヴァー」（編曲）

つんく♂
- 「翼」（編曲）

AAA
- 「Us」（編曲）
- 「SUNSHINE」（Hyoutenと共編曲・キーボード）

中山優馬
- 「水の帰る場所 -Piano Instrumental-」（編曲）
- 「水の帰る場所 -Strings Version-」（編曲）

中森明菜
- 「DESIRE -情熱- (2005年ヴァージョン)」（編曲）
- 「花よ踊れ」（編曲）
- 「GAME」（林田健司と共編曲）

NAHO
- 「Get Wild (CITY HUNTER 〜SPECIAL97 VERSION〜)」（編曲）

野水いおり
- 「SAVE MY HEART」（編曲）
- 「Predawn Song」（作曲・編曲・プログラミング・キーボード・ピアノ）

久川綾
- 「心まで抱きしめられたら」（編曲）
- 「Happy Dinner」（編曲）
- 「この遊歩道が終わるまでに」（編曲）
- 「気付いて女の子」（編曲）
- 「東京を去るうた」（編曲）
- 「サクラ散る」（編曲）
- 「君の助手席」（編曲）
- 「なんやねん」（編曲）
- 「小林くんのうた 〜ザッツ・ノンフィクション!!〜 」（編曲）
- 「ホリデイ」（編曲）
- 「イチゴサンド」（編曲）
- 「約束」（編曲）

樋井明日香
- 「♡Wanna be your girlfriend♡」（MALIBU CONVERTIBLEと共編曲）
- 「Baby Feels So Right!」（MALIBU CONVERTIBLEと共編曲）
- 「ロックンロールアーミー」（編曲）

前田敦子
- 「桜の花びら〜前田敦子 solo ver.〜」（作曲）

MAX
- 「Stay」（編曲）

茉奈 佳奈
- 「少年時代」（編曲）
- 「もらい泣き」（編曲）
- 「ナチュラル」（編曲）

MiNo
- 「agein」（編曲）
- 「記憶のぬくもり 〜oh, baby love〜」（編曲）

山下智久
- 「青」（編曲）

悠木碧
- 「ジェットコースターと空の色」（大凪樹と共編曲）
- 「迷宮舞踏会」（編曲）

夢みるアドレセンス
- 「はじめての輝き」（作曲・編曲）
- 「夢みる太陽」（作曲・編曲）
- 「アドレセンス」（作曲・編曲）
- 「泣き虫スナイパ→」（作曲・編曲）
- 「ひまわりハート」（作曲・編曲）
- 「純情マリオネット」（編曲）

吉岡秀隆
- 「分岐点」（編曲・オルガン・キーボード・ピアノ）
- 「北風に吹かれて」（編曲・オルガン・キーボード・ピアノ）
- 「月」（編曲・オルガン・キーボード・ピアノ）
- 「吐いたツバ」（編曲・オルガン・キーボード・ピアノ）
- 「無明」（編曲・オルガン・キーボード・ピアノ）
- 「この街の二人」（編曲・オルガン・キーボード・ピアニカ・ピアノ）
- 「工場跡の空地」（編曲・オルガン・キーボード・ピアノ）
- 「どうしようもないこと」（編曲）
- 「心弱き君へ・・・」（編曲・オルガン・キーボード・ピアノ）
- 「不良」（編曲・キーボード・ピアノ）
- 「少女」（編曲・キーボード・ピアノ）
- 「つづく」（編曲・キーボード・ピアノ）
- 「路上の華」（編曲・キーボード・ピアノ）
- 「涙の行方」（編曲・キーボード・ピアノ）
- 「生きる仲間」（編曲・キーボード・ピアノ）
- 「夕暮れに立つ少年」（編曲・キーボード・ピアノ）
- 「始発のベル」（編曲・キーボード・ピアノ）
- 「愛することが何より正しい」（編曲・キーボード・ピアノ）
- 「遠い風」（編曲・キーボード・ピアノ）

LONELY↑D
- 「凡日」（編曲）

### アニメソング
アイドル防衛隊ハミングバード
- 「Love Wing」（編曲）
- 「せつない想い」（編曲）

家庭教師ヒットマンREBORN!
- 「ひとりぼっちの運命」（作曲・編曲）
- 「ぎょうざ牛丼セットのうた」（編曲）
- 「ランボさんの野望」（作曲・編曲）
- 「ラーメンのびちゃうのうた」（作曲・編曲）
- 「ひとりぼっちの運命」（作曲・編曲）
- 「守るべきもの」（作曲・編曲）
- 「コスプレパーチー」（編曲）
- 「おねむうた」（編曲）

神様ドォルズ
- 「ごちそうさまが言えるまで」（作曲・編曲）
- 「なんだか、あのね。」（編曲）

きんいろモザイク
- 「Jumping!!」（編曲）
- 「Your Voice」（編曲）
- 「夢色パレード」（編曲・キーボード・ピアノ）
- 「My Best Friends」（編曲・キーボード・ピアノ）
- 「シロツメクサの約束」（編曲）
- 「きらめきいろサマーレインボー」（編曲）
- 「さくらいろチェリッシュ」（編曲）
- 「ほしいろサザンクロス」（編曲）
- 「ひまわりいろサマーデイズ」（編曲）

金田一少年の事件簿
- 「君しかいないよ」（編曲）
- 「Everyday」（編曲）
- 「いつの日か」（編曲）
- 「ALIVE」（編曲）
- 「一緒にいたかった」（編曲）
- 「こんな日が来るとは思わずに」（編曲）
- 「「いいよね」」（編曲）
- 「空と海のかおる街で」（編曲）
- 「それはある日突然にはじまる」（編曲）
- 「どんな恋でも」（編曲）

しゅごキャラ!
- 「にじいろキャラチェンジ」（編曲）
- 「最強LOVE POWER」（編曲）
- 「BLACK DIAMOND (メジャー・バージョン)」（編曲）
- 「Heartful Song」（編曲）

セイクリッドセブン
- 「銀河鉄道」（作曲・編曲）
- 「七色パッション」（作曲）
- 「親愛なる未来へ」（編曲）

戦国乙女 ～桃色パラドックス～
- 「あしたへ」（作曲・編曲）

ふたりはプリキュア
- 「TSUBOMI」（編曲）
- 「Never Stop!乙女タイム」（編曲）
- 「光になりたい ～like a diamonds～」（編曲）
- 「Beautiful World」（編曲）

ブラッドラッド
- 「マスカレイド」（編曲）

## 劇伴作品
アニメ
- パパのいうことを聞きなさい!

映画
- トリコン!!! triple complex
- トリコン!!! リターンズ triple complex Returns

## レコーディング参加
絢香
- 「手をつなごう」（アコースティックピアノ）

いきものがかり
- 「マイステージ」（ピアノ）

大塚愛
- 「甘えんぼ」（ハモンドオルガン）

奥村初音
- 「砂」（アコースティックピアノ）

織田裕二
- 「Together」（キーボード）
- 「Shake it UP」（キーボード）
- 「カブトムシ」（キーボード）
- 「ゴメンナサイ」（キーボード）
- 「それでも僕らは此処にいる」（キーボード）

℃-ute
- 「君は自転車 私は電車で帰宅」（アコースティックピアノ）
- 「青春ソング (2012神聖なるVer.)」（ピアノ）

Golden Circle of Friends feat. 寺岡呼人・松任谷由実・ゆず
- 「ミュージック」（キーボード）

savage genius
- 「雨あがり」（ハモンドオルガン・ピアノ）

JUNIEL
- 「さくら 〜とどかぬ想い〜」（ピアノ）

鈴村健一
- 「ハナサカ」（ピアノ）

つるの剛士
- 「心の瞳」（ピアノ）

TETSUYA
- 「蜃気楼」（キーボード）
- 「15 1/2 フィフティーンハーフ」（ピアノ）

寺岡呼人
- 「競争る為にだけ生まれてきた訳じゃねぇ」（アコースティックピアノ・ハモンドオルガン）
- 「酔いどれ天使」（アコースティックピアノ）
- 「ファンタジア」（アコースティックピアノ・ハモンドオルガン）
- 「アストロボーイ 〜Born on the seventh of April 2003〜」（シンセサイザー）
- 「走れ、機関車!」（アコースティックピアノ）
- 「STAY GOLD」（アコースティックピアノ）
- 「スワンソング」（ハモンドオルガン）
- 「危険な情事ハリソン 〜プライベートレッスン編〜」（ヴォックスオルガン）
- 「夜曲」（アコースティックピアノ）
- 「スーパースター」（ピアノ・シンセ）
- 「大人」（ピアノ・シンセ）
- 「BOYS & GIRLS」（ピアノ・シンセ）
- 「君に出逢えてよかった 〜many rivers to cross～」（ピアノ・シンセ）
- 「hello, again」（シンセ）
- 「エベレスト」（ピアノ）
- 「エンドロール」（ピアノ・シンセ）

戸松遥
- 「こいのうた」（ピアノ）
- 「未来時計」（ピアノ）

Do As Infinity
- 「柊」（キーボード）
- 「アザヤカナハナ」（キーボード）
- 「Field of dreams」（キーボード）

永作博美
- 「Prelude」（キーボード）
- 「Go Alone For Love」（キーボード）
- 「告白」（キーボード）
- 「いちばんの友達 〜I Hope Your Happiness〜」（キーボード）
- 「EAST」（キーボード）

浜崎あゆみ
- 「Close to you」（オルガン・ピアノ）

松浦亜弥
- 「草原の人」（ウーリッツァー）

ミドリカワ書房
- 「もも」（チェレスタ・キーボード）
- 「母さん」（キーボード）

モーニング娘。
- 「Never Forget (Rock ver.)」（オルガン）

矢島美容室
- 「ニホンノミカタ -ネバダカラキマシタ-」（キーボード）
- 「SAKURA -ハルヲウタワネバダ-」（キーボード）

ゆず
- 「シュミのハバ」（キーボード）
- 「1」（キーボード）
- 「スーパーマン」（キーボード）
- 「ゼンマイ」（キーボード）